# American Pie - Il matrimonio
American Pie - Il matrimonio (American Wedding) è una commedia statunitense del 2003 diretta da Jesse Dylan, seguito di American Pie 2.
Con un cast un po' ridotto rispetto ai due precedenti film, questo è il capitolo nel quale finalmente Jim e Michelle decidono di sposarsi.
In Italia, così come nella versione originale, il film è stato vietato ai minori di 14 anni.

## Trama
Jim Levenstein si prepara a fare la proposta a Michelle in un ristorante quando suo padre lo chiama per dirgli che ha l'anello. Lei interpreta male quando Jim temporeggia con la domanda e suo padre arriva mentre sta ricevendo una fellatio da sotto il tavolo. L'incidente cattura l'attenzione di tutti ma Jim fa comunque la proposta e Michelle accetta.
Jim vorrebbe escludere Steve Stifler dal matrimonio, che si arrabbia quando lo scopre. Stifler accetta di insegnare a Jim a ballare se gli sarà permesso di partecipare al matrimonio. Jim chiede a Stifler di mascherare la sua personalità odiosa in cambio dell'organizzazione dell'addio al celibato.
Jim, Stifler, Paul Finch e Kevin Myers vanno a Chicago per trovare lo stilista che realizza l'abito che Michelle desidera. Stifler entra inavvertitamente in un bar gay e il suo comportamento inizialmente chiassoso infastidisce diversi clienti. Dopo aver combattuto Bear in una gara di ballo, Stifler riceve da lui delle spogliarelliste per l'addio al celibato. Lo stilista Leslie si rivela e accetta di realizzare l'abito per Michelle.
La sorella minore di Michelle, Cadence, vola per il matrimonio. Sia Finch che Stifler sono attratti da lei e, nel tentativo di conquistarla, si comportano in modo diverso. Stifler organizza l'addio al celibato ma non lo dice a Jim, che senza saperlo ha invitato i genitori di Michelle a cena a casa sua. Con l'aiuto di Bear, che si atteggia a maggiordomo , Jim riesce quasi a mantenere segreto l'addio al celibato, finché la madre di Michelle apre la porta di un armadio e trova Kevin dentro; bendato, in mutande e legato a una sedia. Spiegano che è stato un tentativo fallito di far sembrare Jim un eroe e i genitori di Michelle gli dicono che se si impegna così tanto nel matrimonio imminente, possono dargli la loro benedizione.
Michelle è preoccupata che la nonna paterna di Jim disapprovi il matrimonio perché non è ebrea. La sera prima del matrimonio, Stifler spegne inavvertitamente il frigorifero mentre prende una bottiglia di champagne per sedurre Cadence, il che fa appassire i fiori per la cerimonia. Stifler rivela finalmente la sua vera personalità maleducata e odiosa. Arrabbiato, Jim gli chiede di andarsene e tutti gli altri, inclusa Cadence (che lo ha sentito parlare di farla), sostengono la decisione di Jim.
Sentendosi in colpa per il suo comportamento sconsiderato, Stifler convince il fiorista a preparare un nuovo mazzo di fiori e chiede aiuto ai suoi giocatori di football e a Bear. Come gesto di rimorso, regala anche una rosa a Cadence. Commossa dalle sue azioni, lei accetta di fare sesso con lui in un ripostiglio prima della cerimonia, ma la presenza di Stifler viene ritardata da un breve incontro che Jim convoca tra i suoi testimoni, citando quanto sia grato di avere amici come loro.
Tornando rapidamente all'hotel, Stifler sente qualcuno nell'armadio delle forniture ed entra, ignaro che Cadence è stata interrotta dai preparativi del matrimonio e che la nonna scontenta di Jim è stata spinta dentro dagli uscieri, i " ragazzi MILF " del liceo. Stifler se ne rende conto solo quando entrano Finch e Kevin. Diventa gentile, in particolare con Stifler, rendendo felici Michelle e il padre di Jim.
Nonostante gli eventi caotici che lo precedono, Michelle e Jim si sposano. Al ricevimento, la coppia balla mentre Stifler balla con Cadence. Finch è seduto da solo finché non arriva la mamma di Stifler. Sebbene concordino sul fatto che siano andati oltre, la mamma di Stifler menziona di avere una suite d'albergo e invita Finch a unirsi a lei. Il film si conclude con i "ragazzi MILF" (Justin e John) che spiano la mamma di Stifler e Finch che fa sesso nella vasca idromassaggio.

## Personaggi
- Jim Levenstein: ormai in relazione stabile con Michelle, ha deciso di sposarla.
- Kevin Myers: è il ragazzo più ordinato e organizzato del gruppo, sempre con tante idee. È l'unico del gruppo ad avere già una moglie, che non appare nel film.
- Steve Stifler: si auto-definisce "Stifmeister" (maestro del sesso): ossessionato dal sesso, parla in maniera volgare ed è sempre molto scontroso. I suoi migliori amici alcune volte non lo sopportano molto, ma alla fine lui si rivela un ottimo amico salvando il matrimonio. Stavolta sarà in competizione con Finch per Cadence, la sorella di Michelle: Stifler cercherà di colpire la ragazza facendo l'intellettuale mentre Finch il volgare. Riuscirà a far colpo su di lei ma alla fine combinerà un disastro rischiando di rovinare il matrimonio di Jim e Michelle. Si saprà dimostrare anche un buon amico sorprendendo tutti e rimediando al disastro combinato, usando tra l'altro il suo carattere da vero Stifler. Alla fine farà comunque colpo su Cadence dimostrando di essere diventato più tranquillo e soprattutto leale. Non si sa se i due avranno mai una storia. Odia Finch per essere andato a letto con sua madre per ben due volte.
- Paul Finch: ragazzo intellettuale, freddo e distaccato. Odia Stifler (e il sentimento è reciproco) per la sua volgarità. In competizione con lui per fare colpo sulla sorella di Michelle, avrà la peggio. Riuscirà comunque a essere sessualmente soddisfatto al matrimonio con un rapporto sessuale per la terza volta con la madre di Stifler (questa volta in una vasca da bagno).
- Michelle Flaherty: futura moglie di Jim.
- Cadence Flaherty: è la sorella di Michelle, che subirà le avances di Finch e Stifler ma sarà il secondo a colpirla di più. In seguito si metteranno insieme.
- Noah Levenstein: è il padre di Jim che, nonostante l'età, sorprende il figlio e la futura nuora con consigli insoliti ma molto preziosi, anche stavolta molto comici.
- Janine Stifler: è la madre di Stifler, a detta di tutti bellissima, andrà a letto (o meglio, in vasca da bagno) con Finch alla fine del film.
- Orso (Eric Allan Kramer): è un ballerino-gay di un bar-gay di Chicago che sfiderà Stifler in una gara di ballo venendo però sconfitto. Organizzerà la festa di addio al celibato a Jim. È possibile che si sia innamorato di Stifler.
- Ufficiale Krystal (Nikki Ziering) e Fraulein Brandi (Amanda Swisten): sono le due spogliarelliste che partecipano all'addio al celibato di Jim.
- Signori Flaherty: sono i genitori di Michelle e Cadence, hanno una mentalità più ristretta dei signori Levenstein.
- Nonna Levenstein: nonna paterna di Jim, parteciperà anche lei al matrimonio.

In un'intervista Adam Herz, lo sceneggiatore di American Pie, disse che non c'era spazio nella storia per Oz e anche il fatto di fargli fare una breve apparizione si è rivelata impossibile, poiché durante le riprese Chris Klein (interprete di Oz nei capitoli precedenti) si trovava a Londra a girare un film. Il personaggio di Kevin in questo episodio della serie è quello con minor rilevanza.

## Colonna sonora
1. Foo Fighters – Times Like These – 4:25
2. Good Charlotte – Anthem – 2:54
3. New Found Glory – Forget Everything – 2:32
4. Sum 41 – The Hell Song – 3:18
5. The Libertines – Time For Heroes – 2:40
6. The All-American Rejects – Swing, Swing – 3:53
7. Avril Lavigne – I Don't Give – 3:36
8. Matt Nathanson – Laid – 3:02
9. American Hi-Fi – The Art of Losing – 3:21
10. Hot Action Cop – Fever for the Flava – 4:08
11. Gob – Give Up the Grudge – 2:57
12. Sugarcult – Bouncing Off the Walls – 2:21
13. Feeder – Come Back Around – 3:11
14. NU – Any Other Girl – 3:23
15. The Working Title – Beloved – 4:27
16. Blue October – Calling You – 3:57
17. Joseph Arthur – Honey & the Moon – 4:43
18. The Wallflowers – Into the Mystic – 3:38
19. Michael Sembello – Maniac – 4:12
20. Eurythmics – Sweet Dreams (Are Made of This) – 3:41
21. Belinda Carlisle – Heaven Is a Place on Earth – 4:06
22. Sugababes – Round Round – 3:57